# Salvia lachnaioclada
Salvia lachnaioclada là một loài thực vật có hoa trong họ Hoa môi. Loài này được Briq. miêu tả khoa học đầu tiên năm 1898.